# Hugh S. Fowler
Hugh S. Fowler (* 24. Juli 1912 in Missouri; † 2. August 1975 in Manhattan Beach, Kalifornien) war ein US-amerikanischer Filmeditor.

## Leben
Hugh S. Fowler, Sohn eines Schauspielers mit schottischen Vorfahren, hatte ein Jahr lang ein College besucht und anschließend als Autor, Redakteur und Reporter gearbeitet. Am 27. Januar 1941 wurde er eingezogen. Nach seinem Einsatz im Zweiten Weltkrieg war Fowler ab 1952 als Editor bei der Produktionsfirma 20th Century Fox angestellt, für die er fortan fast ausschließlich tätig war. In seiner 20-jährigen Laufbahn wirkte er bei 38 Produktionen am Filmschnitt mit. Für Fox montierte er einige berühmt gewordene Filmszenen, wie die Gesangs- und Tanzeinlagen von Marilyn Monroe in Blondinen bevorzugt (1953) oder Monroes legendären Auftritt über dem Luftschacht in Billy Wilders Das verflixte 7. Jahr (1955).
Im Jahr 1971 gewann er sowohl den Oscar in der Kategorie Bester Schnitt als auch den Preis der American Cinema Editors für Patton – Rebell in Uniform (1970). Bei seinem letzten Film Das war Roy Bean (1972) mit Paul Newman führte John Huston die Regie. Drei Jahre später verstarb Fowler im Alter von 63 Jahren in Kalifornien.

## Filmografie (Auswahl)
- 1952: Ein Fremder ruft an (Phone Call from a Stranger) – Regie: Jean Negulesco
- 1952: Die Legion der Verdammten (Les Miserables) – Regie: Lewis Milestone
- 1953: Blondinen bevorzugt (Gentlemen Prefer Blondes) – Regie: Howard Hawks
- 1955: Das verflixte 7. Jahr (The Seven Year Itch) – Regie: Billy Wilder
- 1955: Die sieben goldenen Städte (Seven Cities of Gold) – Regie: Robert D. Webb
- 1956: Testpiloten (On the Threshold of Space) – Regie: Robert D. Webb
- 1956: Die Furchtlosen (The Proud Ones) – Regie: Robert D. Webb
- 1956: Der letzte Wagen (The Last Wagon) – Regie: Delmer Daves
- 1956: Pulverdampf und heiße Lieder (Love Me Tender) – Regie: Robert D. Webb
- 1957: Die Spur zum Gold (The Way to the Gold) – Regie: Robert D. Webb
- 1957: Sirene in Blond (Will Success Spoil Rock Hunter?) – Regie: Frank Tashlin
- 1958: Das Geschenk der Liebe (The Gift of Love) – Regie: Jean Negulesco
- 1958: Der Killer mit der sanften Stimme (The Fiend Who Walked the West) – Regie: Gordon Douglas
- 1959: Engel auf heißem Pflaster (Say One for Me) – Regie: Frank Tashlin
- 1959: Sensation auf Seite 1 (The Story on Page One) – Regie: Clifford Odets
- 1960: Versunkene Welt (The Lost World) – Regie: Irwin Allen
- 1960: Flammender Stern (Flaming Star) – Regie: Don Siegel
- 1961: Piraten von Tortuga (Pirates of Tortuga) – Regie: Robert D. Webb
- 1963: Rufmord (Twilight of Honor) – Regie: Boris Sagal
- 1965: Erster Sieg (In Harm’s Way) – Regie: Otto Preminger
- 1966: … und jetzt Miguel (And Now Miguel) – Regie: James B. Clark
- 1966: Das Mondkalb (Way … Way Out!) – Regie: Gordon Douglas
- 1967: Derek Flint – hart wie Feuerstein (In Like Flint) – Regie: Gordon Douglas
- 1968: Planet der Affen (Planet of the Apes) – Regie: Franklin J. Schaffner
- 1969: Nacht ohne Zeugen (Pendulum) – Regie: George Schaefer
- 1970: Patton – Rebell in Uniform (Patton) – Regie: Franklin J. Schaffner
- 1972: Corky – Regie: Leonard J. Horn
- 1972: Das war Roy Bean (The Life and Times of Judge Roy Bean) – Regie: John Huston